# Sainte-Léocadie
Sainte-Léocadie (Catalaans: Santa Llocaia) is een gemeente in het Franse departement Pyrénées-Orientales (regio Occitanie) en telt 140 inwoners (1999). De plaats maakt deel uit van het arrondissement Prades.

## Geografie
De oppervlakte van Sainte-Léocadie bedraagt 8,9 km², de bevolkingsdichtheid is 15,7 inwoners per km².

## Verkeer en vervoer
In de gemeente ligt spoorwegstation Sainte-Léocadie.
De onderstaande kaart toont de ligging van Sainte-Léocadie met de belangrijkste infrastructuur en aangrenzende gemeenten.

## Demografie
Onderstaande figuur toont het verloop van het inwonertal (bron: INSEE-tellingen).